# Министерство иностранных дел Республики Беларусь
Министерство иностранных дел Республики Беларусь (бел. Міністэрства замежных спраў Рэспублікі Беларусь), сокращённо МИД Беларуси — республиканский орган государственного управления Республики Беларусь, отвечающий за координацию внешнеполитической и внешнеэкономической деятельности Республики Беларусь.

## История
В декабре 1920 года постановлением II съезда Советов Белоруссии был создан Народный комиссариат по иностранным делам. С образованием в 1922 году СССР функции представительства советских республик на международной арене перешли в союзное ведение.
1 февраля 1944 года Верховный Совет СССР принял закон «О предоставлении союзным республикам полномочий в области внешних сношений». Народный комиссариат иностранных дел СССР из общесоюзного был преобразован в союзно-республиканский. Согласно этому закону союзные республики получали право вступать в непосредственные отношения с иностранными государствами, заключать с ними соглашения и обмениваться дипломатическими и консульскими представительствами. 24 марта 1944 года в БССР был создан союзно-республиканский Народный комиссариат иностранных дел. В структуру Наркомата иностранных дел входили политический, протокольно-консульский отделы, отдел кадров и управление делами. Штат наркомата насчитывал 27 человек.
На основании Указа Президиума Верховного Совета БССР от 26 марта 1946 года приказом Наркомата иностранных дел БССР от 27 марта 1946 года № 24а Народный комиссариат иностранных дел Белорусской ССР преобразован в Министерство иностранных дел Белорусской ССР. В рамках своей компетенции министерство осуществляло защиту внешнеполитических и внешнеэкономических интересов республики, представляло её на международной арене в отношениях с иностранными государствами, исполняло функции консульского и протокольного характера. На основании постановления Совета Министров БССР от 26 марта 1958 года приказом Министерства от 10 сентября 1958 года с 1 сентября 1958 года создано Представительство Белорусской ССР при ООН.
В 1961 году было утверждено положение о Министерстве иностранных дел Белорусской ССР. Согласно положению, основными задачами Министерства являлись проведение в жизнь внешней политики Советского государства, политики сохранения и упрочения мира, основанной на принципе мирного сосуществования государств независимо от их социального строя и защита в международных отношениях прав и интересов СССР и БССР, советских организаций и граждан.

## Нынешнее состояние

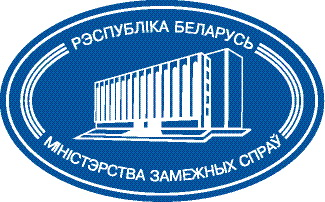
Старая эмблема МИД Республики Беларусь (до 2016 года)

С 19 сентября 1991 года Министерство иностранных дел БССР стало именоваться Министерством иностранных дел Республики Беларусь (Закон Республики Беларусь, принятый на Внеочередной VI сессии Верховного Совета Республики Беларусь двенадцатого созыва 19 сентября 1991 года). Министерство иностранных дел перешло в подчинение Совета Министров Республики Беларусь.
Указом Президента Республики Беларусь от 4 декабря 1998 года министерство было реорганизовано путём упразднения трёх министерств — иностранных дел, по делам СНГ (министра и его аппарата) и внешнеэкономических связей. 30 декабря 1998 года, 30 ноября 2001 года, 4 сентября 2003 года утверждались положения о министерстве.
Новое Положение о Министерстве иностранных дел Республики Беларусь утверждено постановлением Совета Министров Республики Беларусь от 31.07.2006 № 978.
В настоящее время (по состоянию на март 2021 года) Республика Беларусь поддерживает дипломатические отношения со 183 государствами мира, в 58 из которых открыто 70 дипломатических представительств. В их числе 58 посольств, 2 постоянных представительств при международных организациях, 9 генеральных консульств и 1 консульство. За границей также функционируют 12 отделений посольств Республики Беларусь.
Иностранные государства представлены в Беларуси 44 посольствами, 1 отделением посольства, 18 консульскими учреждениями (включая почетных консулов), 1 торгпредством; международные организации — 13 представительствами. По совместительству в Республике Беларусь аккредитовано 90 иностранных диппредставительств.
В настоящее время (по состоянию на декабрь 2008 года) Республикой Беларусь осуществляется исполнение свыше 3 тысяч международных договоров. Из них более 1700 — двусторонние, около 1500 — многосторонние договоры.

## Структура
Структура Министерства иностранных дел Республики Беларусь:
- Министр иностранных дел
- Первый заместитель министра
  - Главное договорно-правовое управление
    - Управление международных договоров
      - Отдел двусторонних договоров
      - Отдел многосторонних договоров

    - Юридическое управление

  - Управление России и Союзного государства
    - Отдел развития союзных отношений
    - Отдел реализации экономических программ

  - Управление регионов России
    - Отдел Центра, Поволжья и Юга России
    - Отдел Северо-Запада, Урала, Сибири и Дальнего Востока

  - Управление Содружества Независимых Государств и Евразийского экономического сообщества
  - Управление двусторонних отношений со странами Содружества Независимых Государств
  - Управление международной безопасности и контроля над вооружениями
    - Отдел Украины, Молдовы и Закавказья
    - Отдел Центральной Азии
- Заместитель министра
  - Главное организационно-контрольное управление
    - Управление документации и контроля
      - Отдел организационной работы
      - Отдел документации и контроля
      - Историко-архивный отдел

    - Управление координации и планирования

  - Секретариат ЮНЕСКО
  - Управление Америки
    - Отдел Латинской Америки
    - Отдел США и Канады

  - Управление Азии и Африки
    - Отдел Азии
    - Отдел Африки и Ближнего Востока
- Главное управление международной дипломатии
  - Управление глобальной политики и гуманитарного сотрудничества
  - Управление экономического сотрудничества и устойчивого развития
- Заместитель министра
  - Главное управление Европы
    - Управление двустороннего сотрудничества
      - Отдел Центральной Европы
      - Отдел Северной Европы
      - Отдел Западной Европы

    - Управление общеевропейского сотрудничества
      - Отдел Организации по безопасности и сотрудничеству в Европе и Совета Европы
      - Отдел европейской интеграции

  - Управление внешнеполитического анализа
  - Управление информации
    - Отдел пресс-службы
    - Отдел информационного обеспечения

  - Служба государственного протокола
    - Отдел визитов
    - Отдел по работе с дипломатическим корпусом
    - Сектор протокольных мероприятий

  - Главное консульское управление
    - Управление анализа, планирования, визовой и тарифной политики
    - Консульско-правовое управление
    - Управление по вопросам гражданства и выезда за границу
    - Управление по вопросам въезда иностранцев

  - Валютно-финансовое управление
    - Отдел бухгалтерского учёта и отчетности центрального аппарата
    - Отдел финансирования и отчетности загранучреждений
    - Отдел методологии и контрольно-ревизионной работы

  - Управление обеспечения дипслужбы
    - Отдел материально-технического обеспечения
    - Отдел строительства и недвижимости
- Заместитель министра
  - Департамент внешнеэкономической деятельности
    - Управление поддержки экспорта
      - Отдел содействия экспорту и инвестициям
      - Отдел анализа и планирования
      - Отдел по работе с иностранными представительствами

    - Управление внешнеторговой политики
      - Отдел защитных мер и доступа на рынки
      - Отдел таможенно-тарифного регулирования и переговоров с ВТО

  - Управление информационных технологий
  - Управление дипломатической безопасности
    - Режимно-секретный отдел
    - Отдел специальной связи
    - Отдел технического обеспечения безопасности
- Управление кадров
  - Отдел расстановки кадров
  - Отдел подготовки кадров

Подведомственные организации
В систему Министерства иностранных дел Республики Беларусь входит Информационное республиканское унитарное предприятие «Национальный центр маркетинга и конъюнктуры цен», которое начало свою работу в 1997 году и оказывает информационную поддержку экспортно-ориентированным предприятиям в продвижении их товаров и услуг на зарубежные рынки.

## Министры
1. Киселёв, Кузьма Венедиктович (1944—1966);
2. Гуринович, Анатолий Емельянович (1966—1990);
3. Кравченко, Пётр Кузьмич (1990—1994);
4. Сенько, Владимир Леонович (1994—1997);
5. Антонович, Иван Иванович (1997—1998);
6. Латыпов, Урал Рамдракович (1998—2000);
7. Хвостов, Михаил Михайлович (2000—2003)[5][6];
8. Мартынов, Сергей Николаевич (2003—2012);
9. Макей, Владимир Владимирович (2012—2022);
10. Алейник, Сергей Фёдорович (2022—2024);
11. Рыженков, Максим Владимирович (с 2024).